# شهرستان نبطیه
شهرستان نبطیه (به عربی: قضاء النبطیة) یک سکونتگاه مسکونی در لبنان است که در استان نبطیه واقع شده‌است.

## خصوصیات
شهرستان نبطیه ۳۰۴ کیلومترمربع مساحت و ۹۲٬۰۰۰ نفر جمعیت دارد.